# Kanton Saint-Bonnet-de-Joux
Saint-Bonnet-de-Joux is een voormalig kanton van het Franse departement Saône-et-Loire. Het kanton maakte deel uit van het arrondissement Charolles. Het werd opgeheven bij decreet van 18 februari 2014, met uitwerking op 22 maart 2015.

## Gemeenten
Het kanton Saint-Bonnet-de-Joux omvatte de volgende gemeenten:
- Beaubery
- Chiddes
- Mornay
- Pressy-sous-Dondin
- Saint-Bonnet-de-Joux (hoofdplaats)
- Sivignon
- Suin
- Verosvres